# Дэрбул
Дэрбу́л (Тэлбур; кит. 德尔布尔河, Дээрбуэрхэ) — река на севере Китая, в автономном районе Внутренняя Монголия. Правый приток реки Аргунь (бассейн Амура).
Река начинается в западных отрогах Большого Хингана. Течёт преимущественно в горах, за исключением участка широкой болотистой равнины перед впадением в Аргунь. Примыкающая к устью область носит название Русское Трёхречье. Приблизительно в 16 км к югу от устья на российском берегу Аргуни находится село Староцурухайтуй.
Длина реки составляет около 250 км. Площадь бассейна — 5770 км².
Половодье случается летом.